# 3742 Sunshine
3742 Sunshine eller 1981 EQ27 är en asteroid i huvudbältet som upptäcktes den 2 mars 1981 av den amerikanska astronomen Schelte J. Bus vid Siding Spring-observatoriet. Den är uppkallad efter Jessica M. Sunshine.
Asteroiden har en diameter på ungefär 5 kilometer.